# Замок Танталлон
Замок Танталлон (англ. Tantallon) находится в Шотландии. Расположен в области Восточный Лотиан в 5 км к востоку от города Норт-Берик.

## История замка
В 1350 году этот замок, расположенный на мысе напротив скалы Басс, построил Уильям Дуглас, 1-й граф Дуглас, племянник сэра Джеймса Доброго. Около 1357 года Уильям взял в жены Маргарет, сестру Томаса, графа Мара, которая родила ему сына Джеймса. Когда граф Мар умер, Уильям стал любовником его вдовы, которую тоже звали Маргарет и которая наследовала мужу и после его смерти стала графиней Ангуса и Мара. Она также родила ему сына, Джорджа.
В 1384 году Уильям умер. Ему наследовал сын от законной жены — Джеймс, 2-й граф Дуглас. Но спустя четыре года он погиб в битве при Оттербене. Маргарет, бывшая любовница 1-го графа, потребовала, чтобы замок перешёл к её сыну. В 1389 году она завещала сыну графство Ангус, который таким образом стал Джорджем, 1-м графом Ангуса. Это внесло раскол в могущественный клан Дугласов.
Главой основной ветви клана был Арчибальд, незаконнорождённый сын сэра Джеймса Доброго, которого англичане из-за сурового норова прозвали Чёрным Дугласом. Потомки Арчибальда стали называться Черными Дугласами, а графы Ангуса — Рыжими Дугласами. В 1491 году Арчибальд, 5-й граф Ангус, вступил в союз с королём Англии Генрихом VII, собираясь помочь англичанам пленить шотландского короля Якова IV. Но заговор был раскрыт, и Арчибальд засел в Танталлоне и начал готовиться к осаде.
В октябре Яков IV прибыл к стенам замка. В летописях не осталось записей о том, чем закончилась осада, однако известно, что потом король по неизвестной причине простил изменника и даже одарил его на Рождество чёрными бархатными одеждами.
В 1528 году Танталлон осадил король Яков V. Осада длилась 20 дней и тогда замок взять не удалось, так как осада закончилась катастрофой для Якова V — его артиллерия не смогла пробить стену из-за нехватки пороха и ядер, а орудийных дел мастер лорд Бортвик попал в плен к Ангусу в тот момент, когда король приказал сворачивать батареи. В 1529 году Яков V сделал ещё одну попытку и она оказалась удачной — пока Арчибальд, 6-й граф Ангус, был в отъезде, король подкупил охрану и захватил Танталлон. Он тут же начал перестраивать замок, используя в работах камень зеленоватого цвета — таким образом сейчас можно отличить старые постройки от построек времён Якова V.
В 1651 году после осады Кромвелем замок был практически превращен в руины. В 1669 году Танталлон купил сэр Хью Далримпл, но не стал восстанавливать замок, чтобы сделать его вновь пригодным для жилья. Только в конце XIX века его потомок, сэр Уолтер Гамильтон Далримпл, принял меры против того, чтобы замок окончательно не развалился. В 1924 году Танталлон был передан государству.